# Теллер (Аляска)
Теллер (англ. Teller) — місто (англ. city) в США, в окрузі Ноум штату Аляска. Населення — 249 осіб (2020).

## Географія
Розташоване на півострові Сьюард, за 116 км на північний захід від Нома.
Теллер розташований за координатами 65°15′6″ пн. ш. 166°21′4″ зх. д. / 65.25167° пн. ш. 166.35111° зх. д. (65.251655, -166.351172).  За даними Бюро перепису населення США в 2010 році місто мало площу 5,41 км², з яких 4,89 км² — суходіл та 0,52 км² — водойми. В 2017 році площа становила 4,35 км², з яких 3,87 км² — суходіл та 0,49 км² — водойми.

### Клімат
| Клімат : Теллер         | Клімат : Теллер | Клімат : Теллер | Клімат : Теллер | Клімат : Теллер | Клімат : Теллер | Клімат : Теллер | Клімат : Теллер | Клімат : Теллер | Клімат : Теллер | Клімат : Теллер | Клімат : Теллер | Клімат : Теллер | Клімат : Теллер |
| Показник                | Січ.            | Лют.            | Бер.            | Квіт.           | Трав.           | Черв.           | Лип.            | Серп.           | Вер.            | Жовт.           | Лист.           | Груд.           | Рік             |
| Абсолютний максимум, °C | 8,3             | 3,9             | 7,2             | 8,9             | 16,7            | 27,8            | 26,1            | 24,4            | 16,1            | 11,7            | 5,0             | 2,2             | 27,8            |
| Середній максимум, °C   | −12,1           | −14,6           | −12,1           | −4,4            | 4,9             | 11,2            | 14,2            | 13,3            | 8,5             | 0,6             | −6              | −13,9           | −0,9            |
| Середній мінімум, °C    | −20,2           | −22,2           | −21,6           | −14,9           | −3,2            | 3,3             | 7,3             | 7,2             | 2,7             | −4,1            | −10,8           | −20,7           | −8,1            |
| Абсолютний мінімум, °C  | −38,9           | −42,8           | −37,8           | −30             | −24,4           | −5              | 0,6             | 0,0             | −5,6            | −16,1           | −28,9           | −37,8           | −42,8           |
| Норма опадів, мм        | 20              | 19              | 21              | 10              | 8               | 12              | 23              | 61              | 27              | 15              | 16              | 12              | 247             |
| Днів з опадами          | 5               | 5               | 4               | 4               | 3               | 5               | 8               | 13              | 9               | 6               | 8               | 6               | 76,0            |
| ----------------------- | --------------- | --------------- | --------------- | --------------- | --------------- | --------------- | --------------- | --------------- | --------------- | --------------- | --------------- | --------------- | --------------- |
| Джерело:                |                 |                 |                 |                 |                 |                 |                 |                 |                 |                 |                 |                 |                 |

## Демографія

### Перепис 2010
Згідно з переписом 2010 року, у місті мешкало 229 осіб у 72 домогосподарствах у складі 54 родин. Густота населення становила 42 особи/км².  Було 86 помешкань (16/км²).
Расовий склад населення:
| - 96,1 % — корінних американців - 3,9 % — білих |

До двох чи більше рас належало 0,0 %. Частка іспаномовних становила 0,0 % від усіх жителів.
За віковим діапазоном населення розподілялося таким чином: 37,6 % — особи молодші 18 років, 55,8 % — особи у віці 18—64 років, 6,6 % — особи у віці 65 років та старші. Медіана віку мешканця становила 25,1 року. На 100 осіб жіночої статі у місті припадало 106,3 чоловіків;  на 100 жінок у віці від 18 років та старших — 127,0 чоловіків також старших 18 років.
Середній дохід на одне домашнє господарство  становив 30 268 доларів США (медіана — 24 792), а середній дохід на одну сім'ю — 31 738 доларів (медіана — 25 000). За межею бідності перебувало 39,4 % осіб, у тому числі 30,8 % дітей у віці до 18 років та 14,3 % осіб у віці 65 років та старших.
Цивільне працевлаштоване населення становило 58 осіб. Основні галузі зайнятості: освіта, охорона здоров'я та соціальна допомога — 31,0 %, публічна адміністрація — 27,6 %, роздрібна торгівля — 19,0 %, транспорт — 13,8 %.

### Перепис 2000
За даними переписом 2000 року населення міста становило 268 осіб. Расовий склад: корінні американці — 92,54 %; білі — 7,46 %. Частка осіб у віці молодше 18 років — 41,4 %; осіб старше 65 років — 6,7 %. Середній вік населення — 24 роки. На кожні 100 жінок припадає 135,1 чоловіків; на кожні 100 жінок у віці старше 18 років — 134,3 чоловіків.
З 76 домашніх господарств в 53,9 % — виховували дітей віком до 18 років, 36,8 % представляли собою подружні пари, які спільно проживають, 15,8 % — жінки без мужів, 19,7 % не мали родини. 18,4 % від загальної кількості господарств на момент перепису жили самостійно, при цьому 5,3 % склали самотні літні люди у віці 65 років та старше. В середньому домашнє господарство ведуть 3,53 особи, а середній розмір родини — 3,80 особи.
Середній дохід на спільне господарство — $23 000; середній дохід на сім'ю — $20 000.